# Souhegan River
Der Souhegan River ist ein rechter Nebenfluss des Merrimack River im Süden des US-Bundesstaats New Hampshire.
Der Souhegan River entsteht am Zusammenfluss seiner beiden Quellflüsse West Branch und South Branch Souhegan River südöstlich von New Ipswich unweit der Grenze zu Massachusetts. Er durchfließt den kleinen Stausee Water Loom Pond in nordnordöstlicher Richtung und passiert den Ort Greenville. In Wilton mündet der Stony Brook linksseitig in den Fluss. Der Souhegan River fließt nun in östlicher Richtung nach Milford und weiter nach Merrimack, wo er auf den nach Süden fließenden Merrimack River trifft. Der Souhegan River hat eine Länge von 51 km. Er entwässert ein Areal von 438 km².

## Wasserkraftanlagen
Am Flusslauf befinden sich vier Wasserkraftanlagen: eine in New Ipswich, zwei in Greenville und eine in Wilton.

## Fauna
Der Souhegan River beherbergt eine Reihe von Fischarten, darunter Schwarzbarsch, Diamantbarsch, Gemeiner Sonnenbarsch, Amerikanischer Flussbarsch und Saugkarpfen.
Bachsaibling, Forelle und Regenbogenforelle wurden im Fluss als Angelfische eingeführt.
Das New Hampshire Fish and Game Department setzt jährlich Fischbrut des Atlantischen Lachs im Souhegan River aus, um damit diesen Wanderfisch wieder in diesem Gewässer dauerhaft anzusiedeln.